# Schilling & Graebner
Das Architekturbüro Schilling & Graebner in Dresden war eine Gründung der miteinander assoziierten Architekten Rudolf Schilling (1859–1933) und Julius Graebner (1858–1917). Unter ihrer Leitung stand es von 1889 bis 1917, existierte aber anschließend noch bis 1947 weiter, zuletzt unter Graebners Sohn Erwin (1895–1945). In dem Büro, das sich zunächst vorwiegend dem Historismus und später dem Jugendstil und der frühen Moderne verschrieb, entstanden Pläne für viele hauptsächlich sächsische Bauwerke, so mehrere erwähnenswerte Kirchen, Dresdner Villen, Verwaltungsbauten und ganze Siedlungen. Eines der bedeutendsten Werke der Architekten ist die Christuskirche in Dresden-Strehlen, die als erster moderner Kirchenbau Deutschlands in Überwindung des architektonischen Historismus gilt.

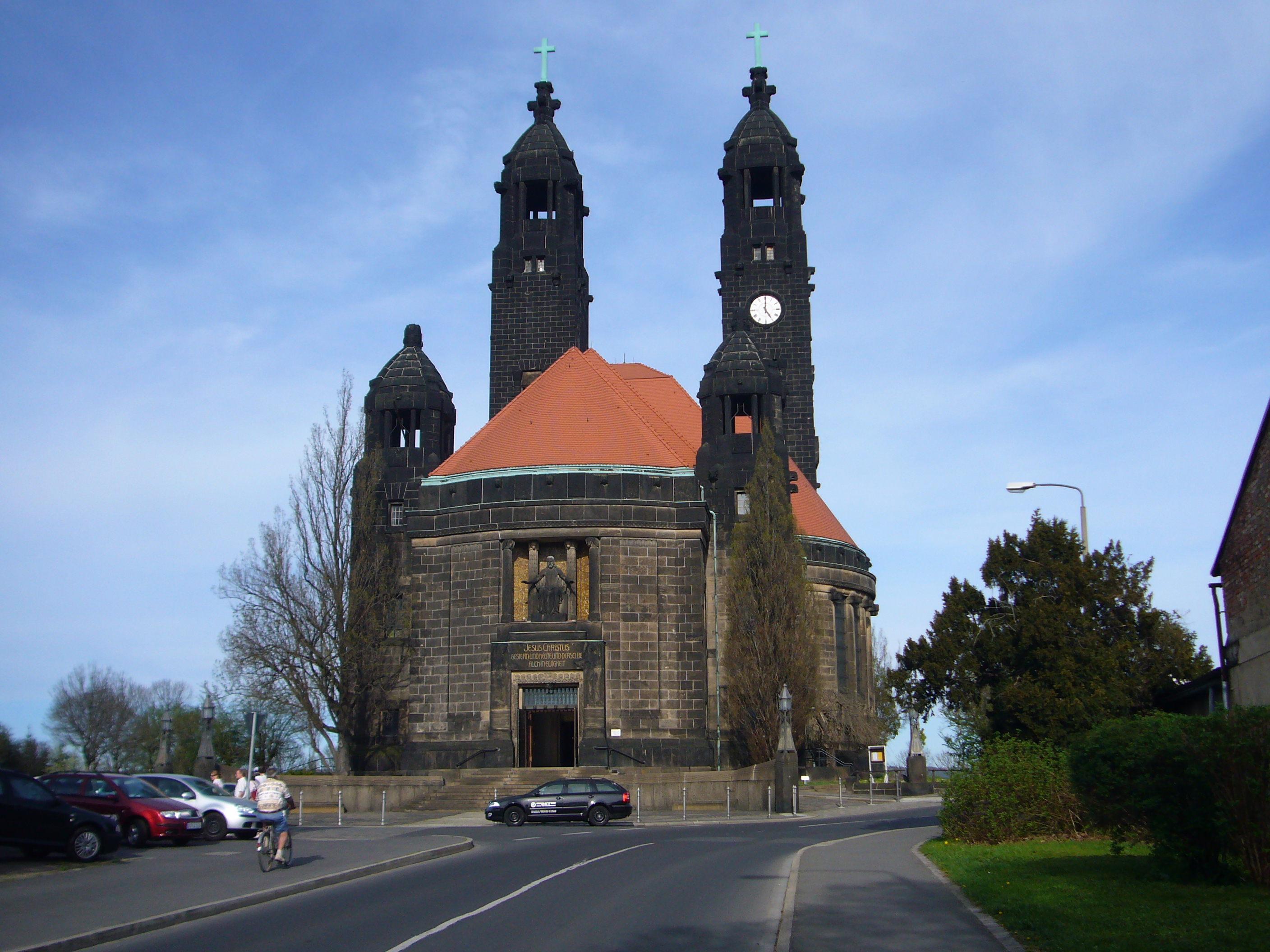
Christuskirche in Dresden-Strehlen

## Kennenlernen und Zusammenwirken

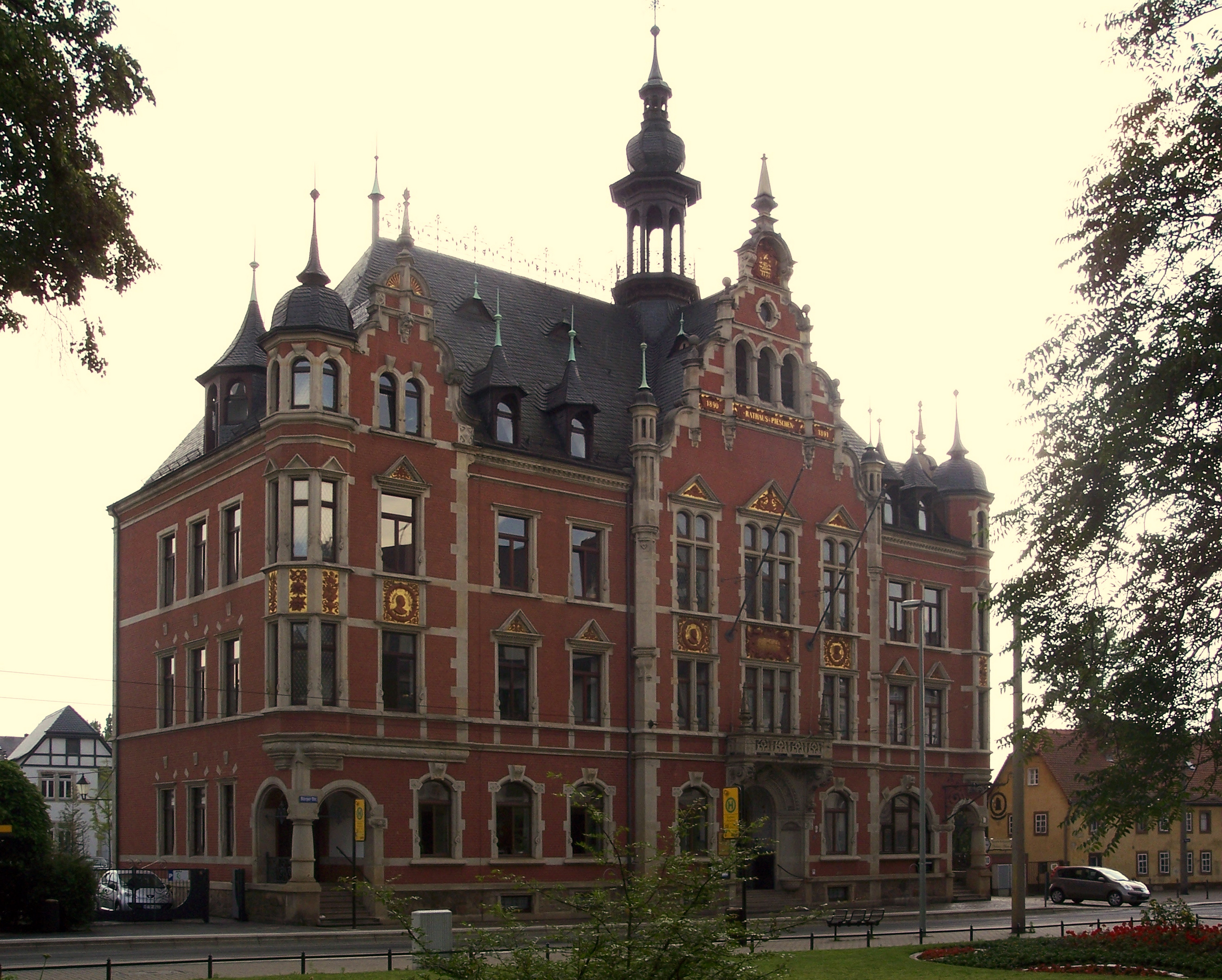
Rathaus Pieschen

Das Architekturbüro Schilling & Graebner wurde im Jahre 1889 von Rudolf Schilling und Julius Graebner gemeinsam gegründet. Beide hatten sich im Alter von jeweils etwas mehr als 20 Jahren um 1881 während ihres Architekturstudiums am Polytechnikum Dresden kennengelernt. Auch als sie nach dem Abschluss ihrer Ausbildungen zunächst wieder getrennte Wege gingen, verloren sie sich nicht aus den Augen, zumal sie Mitte der 1880er Jahre beide in Berlin bei zwei verschiedenen Büros arbeiteten.

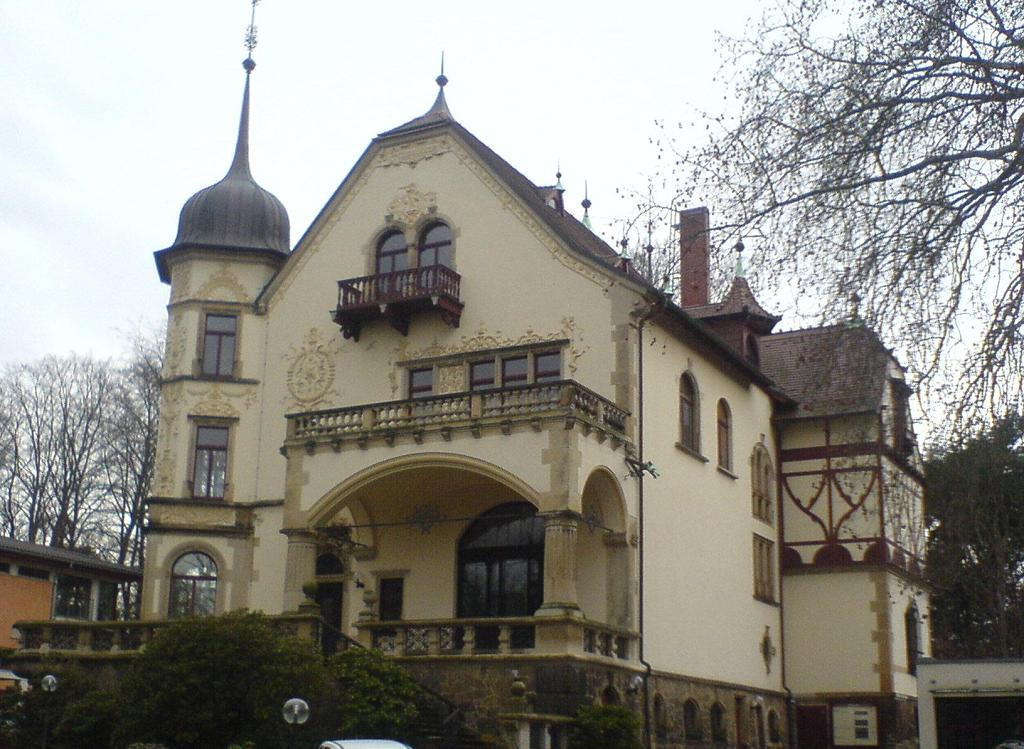
Villa Muttersegen in Dresden-Blasewitz

Die beiden etwa gleichaltrigen Architekten ergänzten sich sehr gut. Zusammen waren sie leistungsfähig und sehr flexibel. Dies äußerte sich in der Tatsache, dass sie nicht nur vielschichtige Bauaufgaben wahrnahmen, sondern dass diese auch große stilistische Unterschiede aufwiesen. Schilling als Sohn des bekannten Bildhauers Johannes Schilling brachte dabei das notwendige Startkapital sowie Kontakte zu zahlreichen potentiellen Auftraggebern ein. Die Stärke Graebners war hingegen eher das künstlerische Gestalten. Gemeinsam stellten sie in ihrem Unternehmen mehrere ausgebildete Architekten an, so unter anderem vorübergehend auch Oswald Bieber, Heino Otto und Johannes Rascher. Ihre größten lokalen Konkurrenten waren wohl William Lossow und Fritz Schumacher. In der damaligen Zeit standen Schilling und Graebner als führende Architekten der fünftgrößten Stadt des Deutschen Reichs in der ersten Riege der deutschen Architekten und galten besonders als Experten für den zeitgenössischen protestantischen Kirchenbau. Angeregt wurden sie in ihrer Arbeit auch durch Vorschläge von Franz Wilhelm Dibelius und Cornelius Gurlitt.

## Stilistischer Werdegang

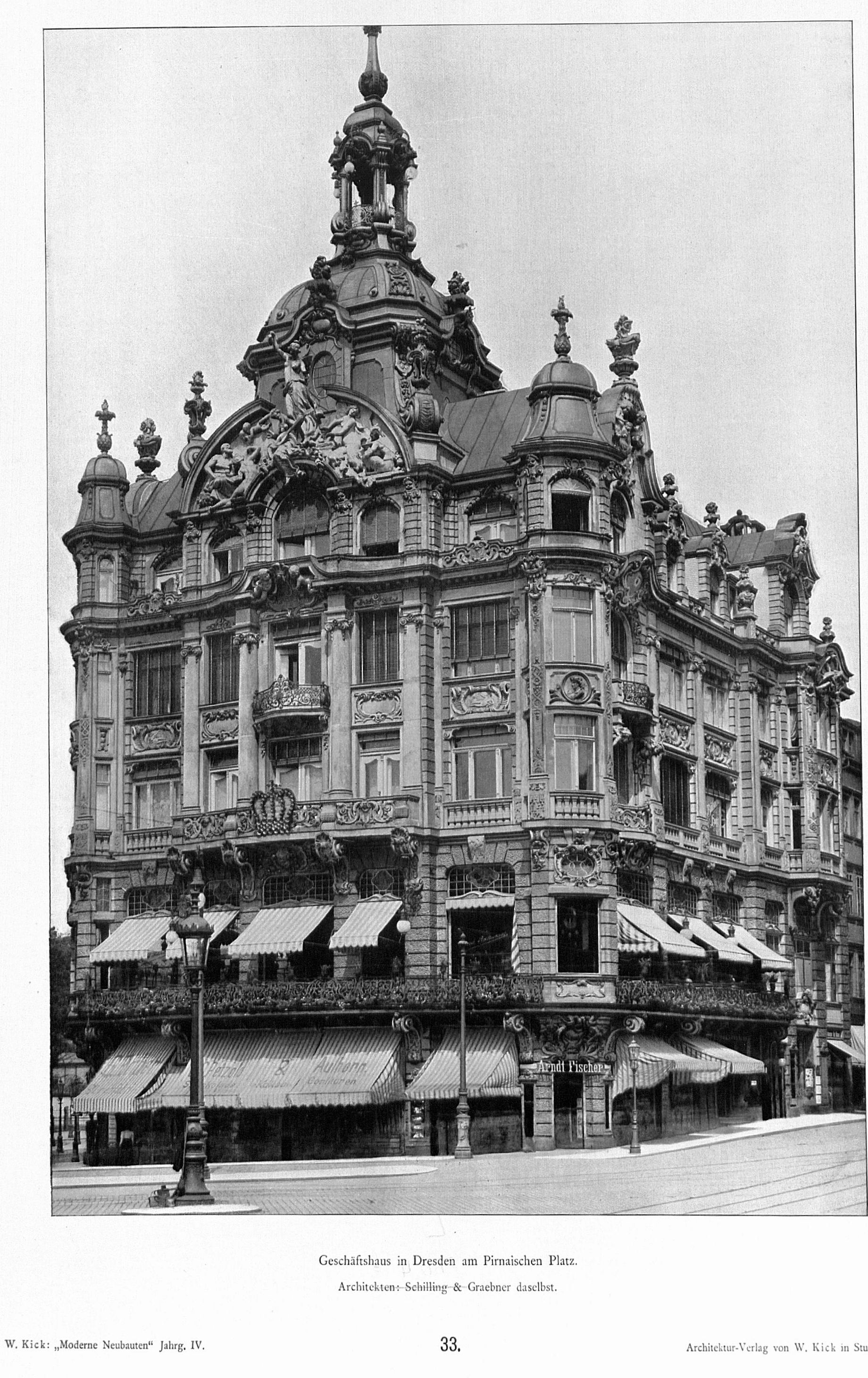
Kaiserpalast in Dresden (1897)

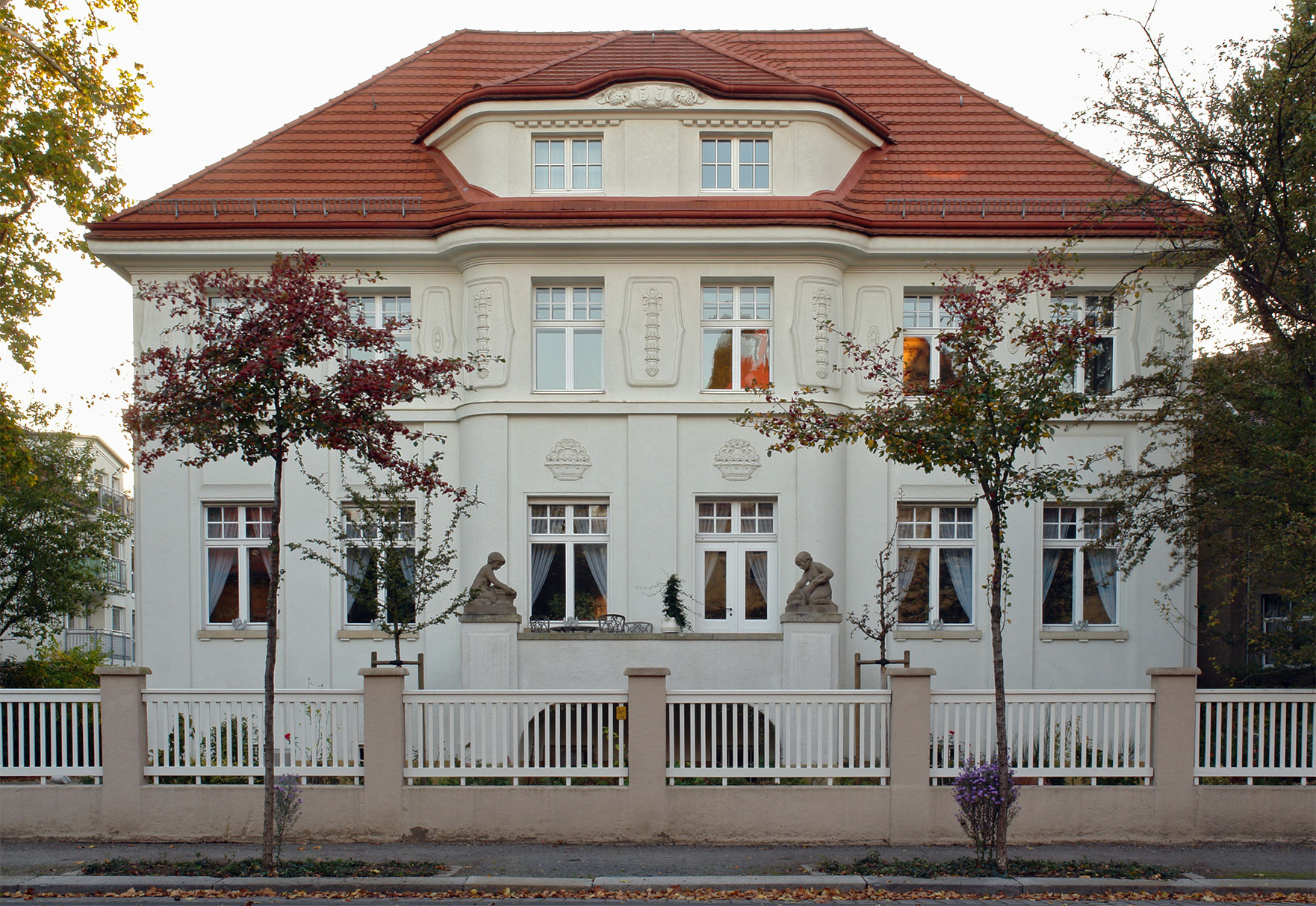
Villa Würzburger in Dresden

Zuerst vertraten Schilling & Graebner den Späthistorismus in Dresden. Ihr erster Bauauftrag, das 1891 fertiggestellte Rathaus der damals selbstständigen Gemeinde Pieschen, zeigt deutliche Züge der Neorenaissance, ebenso wie die ab 1891 errichtete Villa Muttersegen in Blasewitz oder die Lutherkirche in Radebeul. In den letzten Jahren vor der Jahrhundertwende entwarfen Schilling und Graebner dann auch neobarocke Gebäude, wie für Hermann Ilgen im Jahre 1896 das 1945 ausgebrannte und später abgerissene Geschäftshaus Kaiserpalast am Pirnaischen Platz in Dresden. Ebenfalls neobarock gestalteten sie im Jahr 1895 die Innenräume der nach einem Brand zerstörten Schellenberger Stadtkirche St. Petri sowie um 1900 die der Dresdner Kreuzkirche. Bei Letzterer zeigte sich aber auch ein großer Jugendstileinfluss. Schilling und Graebner vertraten lange Zeit die Ansichten der Heimatschutzarchitektur.
1899 kauften Schilling und Graebner im heutigen Radebeuler Stadtteil Niederlößnitz das große Weinguts-Anwesen Altfriedstein auf und entwickelten das Gelände unter Anlage von Straßen und Parzellierung der aufgelassenen Weinbauflächen zur Villenkolonie Altfriedstein. Dazu rissen sie den Westflügel des Herrenhauses sowie alle Nebengebäude des Weinguts ab und gestalteten den Westgiebel des stehengebliebenen Ostflügels um. Unter anderem bauten sie dort einen Fußgängerdurchgang durch die Gebäudeecke des Erdgeschosses. Ab 1902 bis zum Ersten Weltkrieg errichteten sie dort zahlreiche Villen und Landhäuser, etliche davon im Stil der Reformarchitektur.
Schilling und Graebner versuchten nach einer Zäsur um das Jahr 1902, den Historismus zu überwinden und wandten sich mehr der beginnenden Moderne zu, was aber besonders im Kirchenbau durch das dort gültige Eisenacher Regulativ schwierig war. Erste Anzeichen der Moderne sind die in den Anfangsjahren des 20. Jahrhunderts für den Dresdner Spar- und Bauverein errichteten Wohnhäuser mit ihrer sparsamen Fassadenausstattung und hohen Funktionalität. Die Christuskirche in Strehlen, erbaut 1903–1905, ging bereits weit über den Jugendstil hinaus und weist den Weg zum modernen Kirchenbau des 20. Jahrhunderts, der ebenfalls sehr deutlich am Beispiel der 1912–1914 errichteten, 1945 teilzerstörten Zionskirche in der Dresdner Südvorstadt zum Ausdruck kommt. Allerdings experimentierten Schilling und Graebner auch gern mit Stilgemischen.

## Fortbestand nach 1917 bis 1947

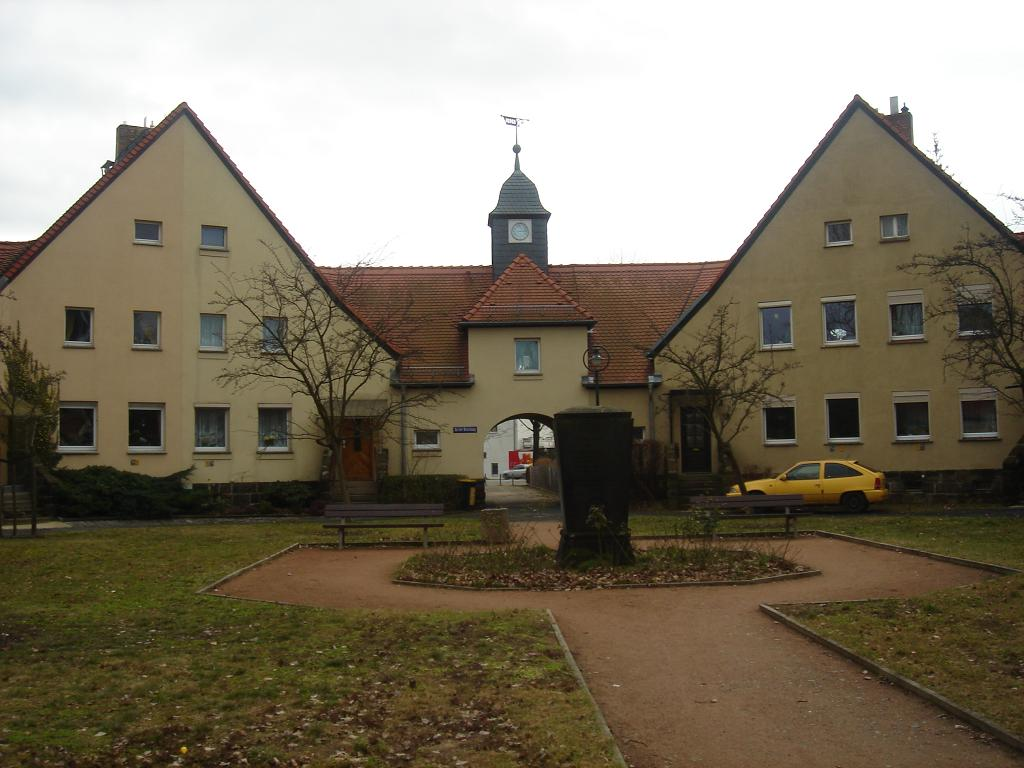
Kriegersiedlung in Trachau

Nachdem Julius Graebner 1917 gestorben war, wurde das Architekturbüro gemeinsam von seinem Sohn Erwin Graebner, der im Oktober 1918 nach dem Ersten Weltkrieg von der Front zurückkehrte, und Rudolf Schilling weitergeführt. In dieser Zeit kamen weitere Pläne für größere Bauwerke wie die Kriegersiedlung in Trachau und die zur Großsiedlung Trachau gehörende Bebauung der Westseite der Aachener Straße zur Ausführung. Rudolf Schilling starb im Jahr 1933, und Erwin Graebner führte das Büro fortan allein. Er entwickelte in dieser Zeit unter anderem die Pläne für mehrere Fabrikgebäude der Leipziger Kammgarnspinnerei, die 2007 gesprengt wurden. Im Jahr 1947 wurde das Architekturbüro Schilling & Graebner geschlossen.

## Ausgewählte Werke und Entwürfe
Das Büro Schilling & Graebner hinterließ ein recht breitgefächertes Werk, was sich sowohl in den verschiedenen von ihnen bearbeiteten Bauaufgaben als auch in den unterschiedlichen historisierenden bis modernen Baustilen niederschlägt.

### Villen

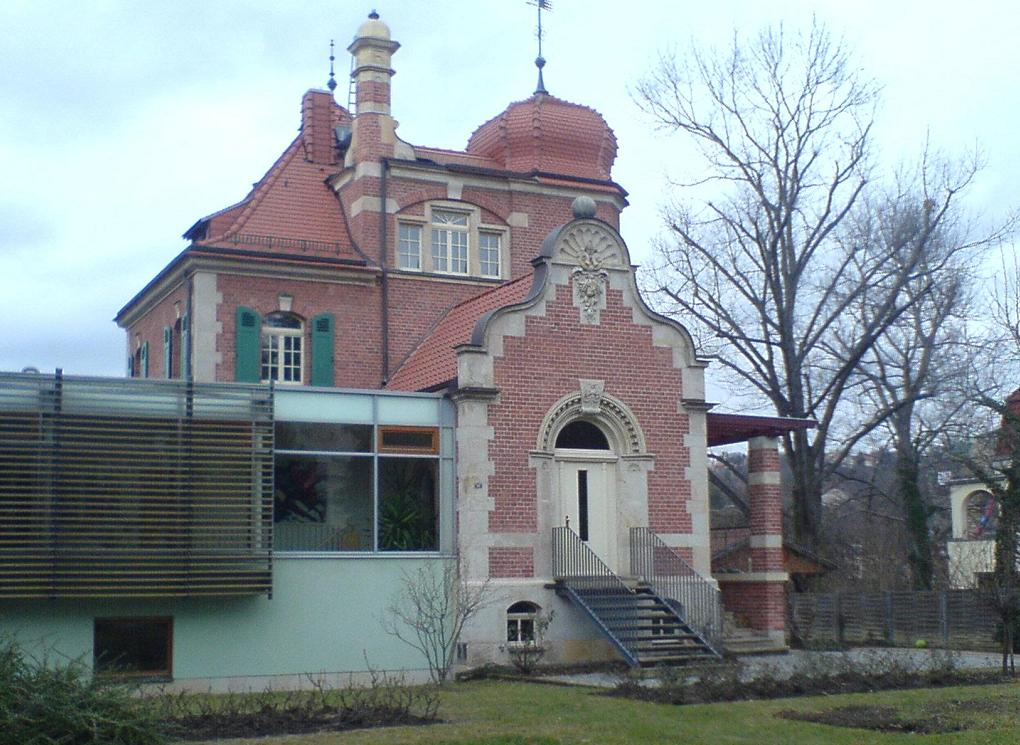
Villa Goetheallee 43 in Blasewitz

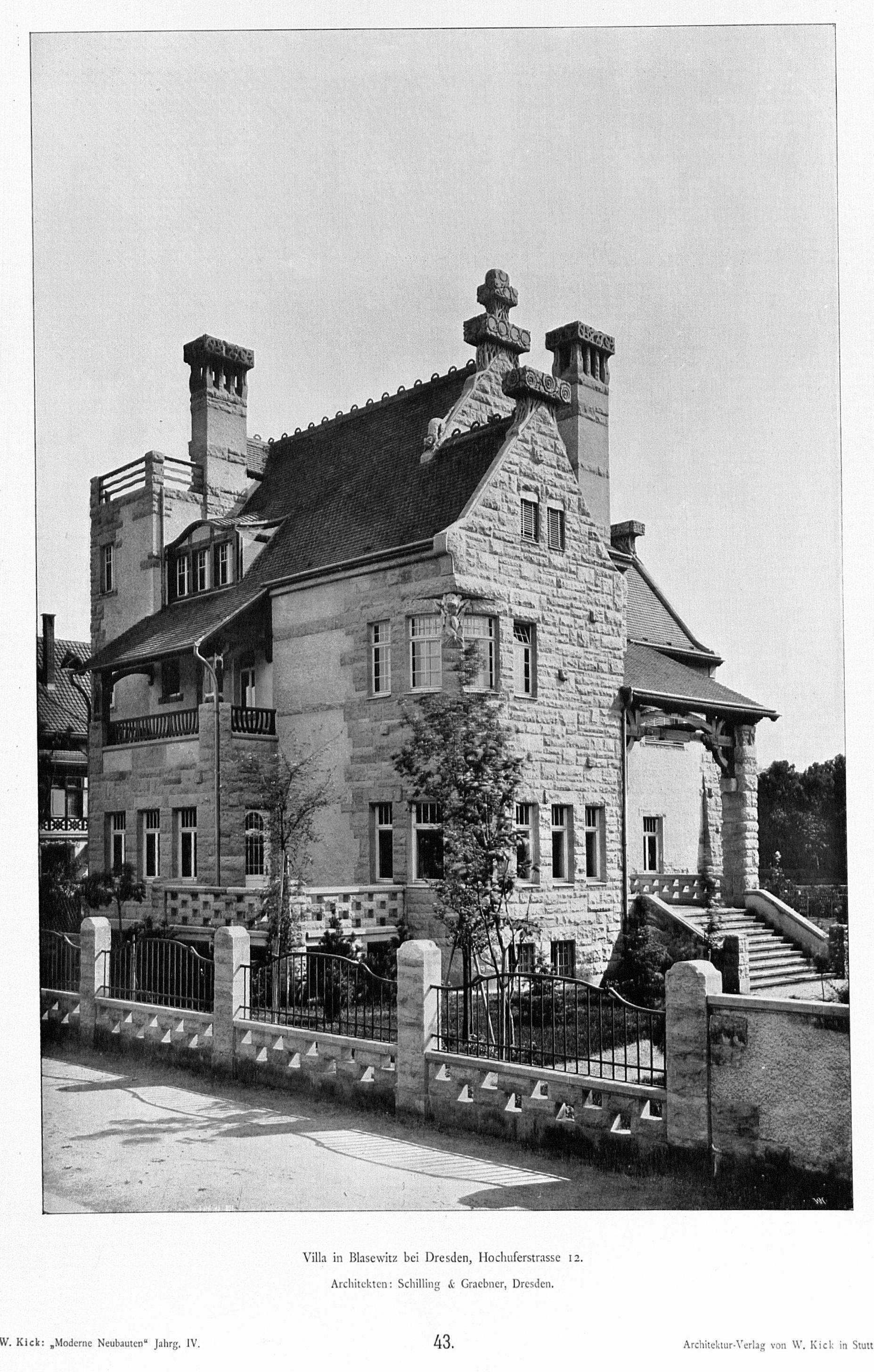
Villa Rautendelein

Signet der Villenkolonie Altfriedstein in Radebeul

- 1891: Goetheallee 26 (Villa Fliederhof), 1979 ausgebrannt und abgerissen
- 1891: Kaitzer Str. 82, Dresden-Plauen, 1999 denkmalgerecht saniert
- ab 1891: Goetheallee 24 (Pernwaldhaus/Villa Muttersegen), Blasewitz, Neorenaissance[15]
- 1893: Barteldesplatz 2, Blasewitz, Neorenaissance, heute Sitz der Bürgerstiftung Dresden
- 1894: Goetheallee 43, Blasewitz, verschiedene Stilformen[16]
- 1895: Anbau an die Villa Zillerstraße 5, Niederlößnitz
- 1898: Villa Friedrichsruh, Hermsdorfer Straße 16, Löbtau[17]
- 1899–1900: Villa Rautendelein für Gerhart Hauptmann, Hochuferstraße 12 (heute Käthe-Kollwitz-Ufer 84), Blasewitz, 1945 zerstört[18]
- 1899: Franz-Liszt-Straße 19, Strehlen
- um 1900: Hähnelstraße 13, Johannstadt, landhausartiger viergeschossiger Bau, zerstört
- 1901: Degelestraße 3 (Villa Wolff), Weißer Hirsch, Neobarock
- ab 1902: Villenkolonie Altfriedstein im Radebeuler Stadtteil Niederlößnitz
  - 1902: Umbau des Herrenhauses Altfriedstein
  - 1902: Villa Prof.-Wilhelm-Ring 20
  - 1902/1903: Landhaus Ludwig-Richter-Allee 27
  - 1903: Landhaus Prof.-Wilhelm-Ring 16
  - 1903: Mietshaus Hermann Ebert, Moritzburger Straße 45
  - 1903: Villa Elisabeths Ruhe, Prof.-Wilhelm-Ring 10
  - 1903/1904: Landhaus Lindenaustraße 7
  - 1904/1906: Haus Schilling, Auenstraße 51, Apolda, Thüringen
  - 1905: Einfamilienhaus Ludwig-Richter-Allee 30
  - 1905/1906: Einfamilienhäuser Ludwig-Richter-Allee 31, Ludwig-Richter-Allee 32 und Ludwig-Richter-Allee 33
  - 1906: Landhaus Paul Nieschke, Ludwig-Richter-Allee 28
  - 1906: Landhaus Lutzmann, Lindenaustraße 3
  - 1906: Landhaus Prof.-Wilhelm-Ring 18
  - 1907: Villa Alfred Sparbert, Prof.-Wilhelm-Ring 19
  - 1910: Landhaus Altfriedstein 7
  - 1911/1912: Meyerburg, Mohrenstraße 5
  - 1916/1917: Landhaus Lindenaustraße 1
- 1910: Villa Würzburger, Stresemannplatz 7, Johannstadt

### Kirchen

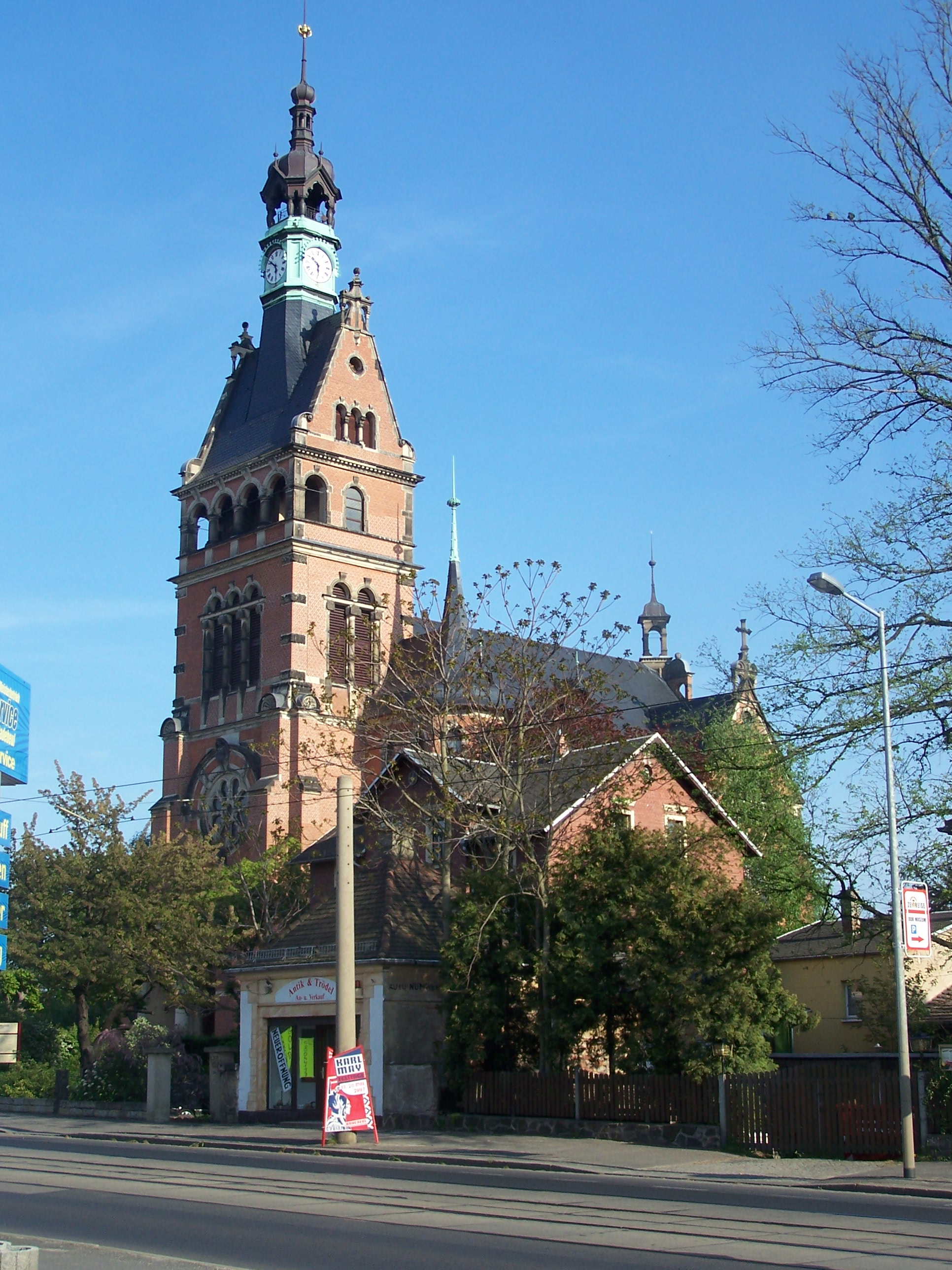
Radebeuler Lutherkirche

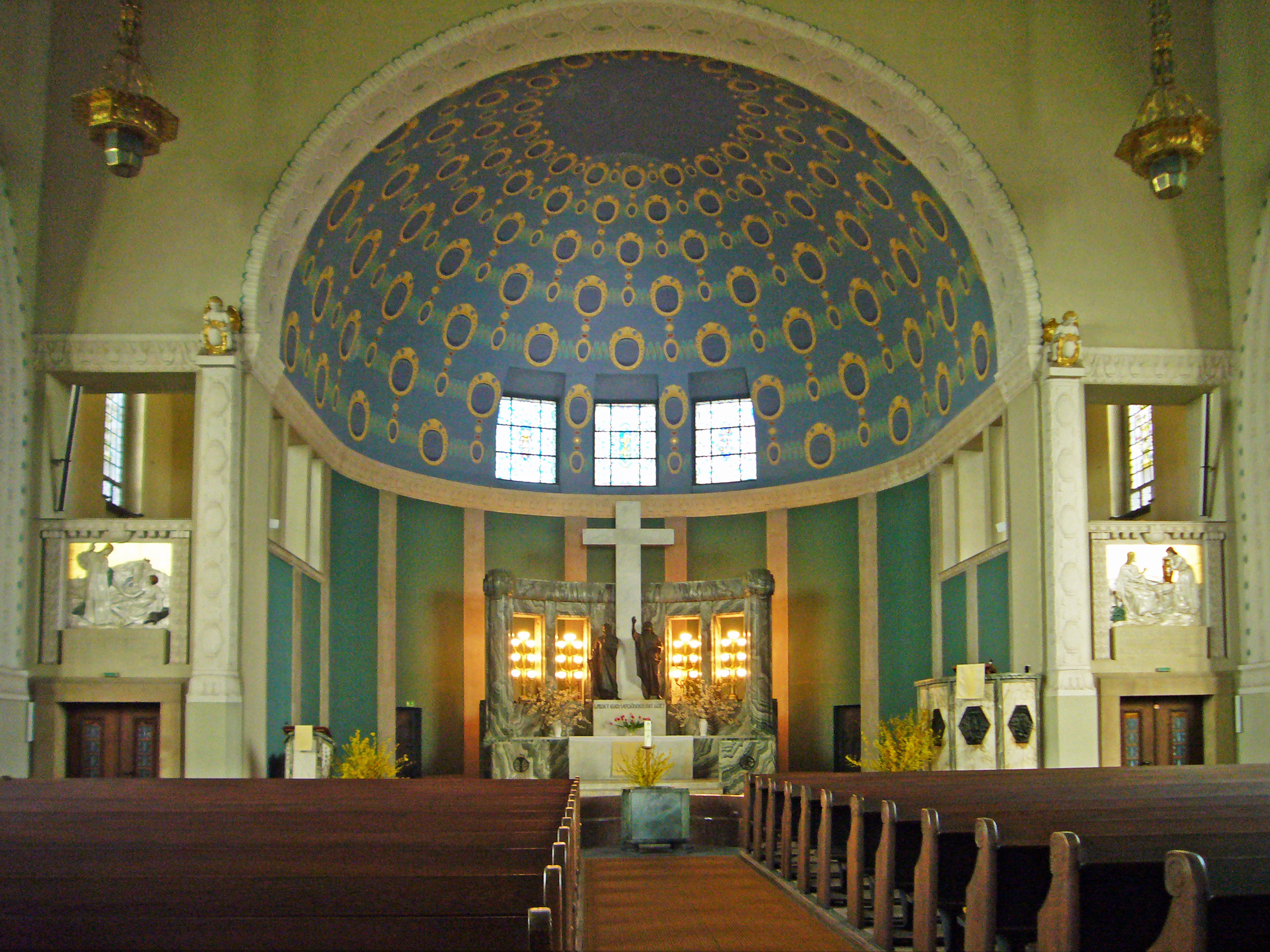
Innenansicht der Dresdner Christuskirche

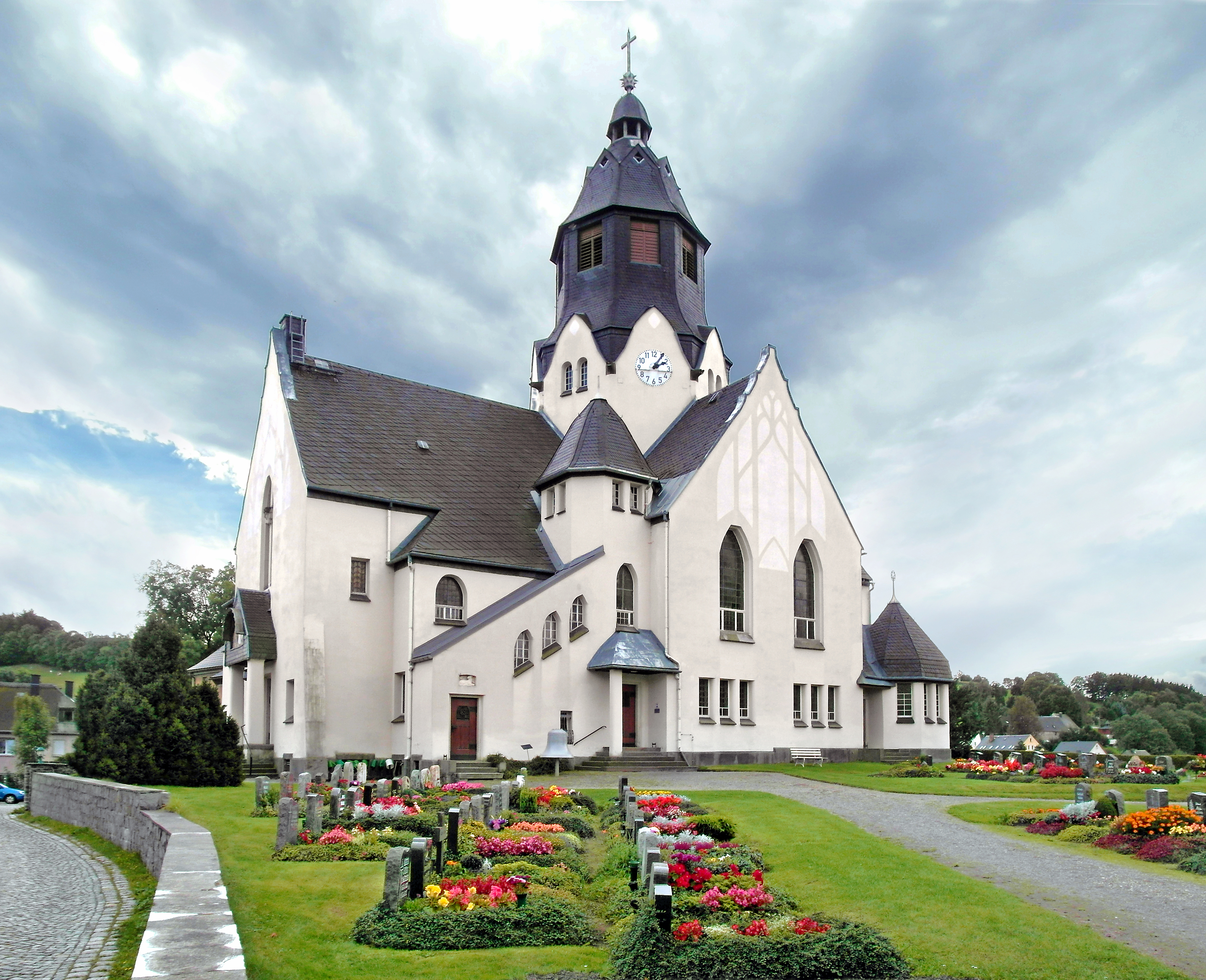
St. Trinitatiskirche Wiesa (Thermalbad Wiesenbad)

- 1891: Lutherkirche Radebeul, Neorenaissance, 1891[3] (mit benachbartem Pfarrhaus sowie der damit verbundenen Friedhofskapelle auf dem Friedhof Radebeul-Ost)
- 1893–1896: Kirche in Hohenfichte[19]
- 1895: Innenausbau der Kirche St. Petri in Schellenberg, Neobarock[8]
- 1895–1896: Auferstehungskirche in Stenn
- 1897–1900: neuer Innenausbau der ausgebrannten Kreuzkirche in Dresden, bis auf geringe Reste kriegszerstört
- 1898: Wettbewerbsentwurf für den Neubau der Kirche in Leuben, 2. Preis, nicht ausgeführt
- 1899–1901: Lutherkirche in Dux
- 1899–1905: Christuskirche („Grüne Kirche“) in Turn, jetzt OT von Teplice, Jugendstil, 1973 abgerissen
- 1900: Umbau der evangelischen Kirche in Cannewitz
- 1900: Turmneubau der evangelischen Kirche in Bergen (Vogtland)
- 1900–1902 Auferstehungskirche in Klostergrab
- 1901–1902 Bethaus in Hohenelbe
- 1902: Schutzvorbau für die Goldene Pforte am Freiberger Dom
- 1902: Erlöserkirche in Mittel Langenau, 1916 zur Pfarrkirche erhoben, 1979 abgerissen
- 1902–1904: Evangelische Kirche Hackelsdorf in Pommerndorf (Nordböhmen)
- 1902–1904: St. Trinitatis in Wiesa (Erzgebirge)
- 1903–1905: Christuskirche in Dresden-Strehlen[20]
- 1905: Friedhofskapelle in Rochlitz
- 1906: Lutherkirche in Zwickau, Jugendstil, als Garnisonkirche errichtet[21]
- 1909: Umbau der Kreuzkirche in Hirschberg im Riesengebirge
- 1911: Umbau der Jakobikirche in Chemnitz, Neugestaltung der Westfassade, Jugendstil[22]
- 1912–1914: Zionskirche, Dresden-Südvorstadt[23]
- 1912–1914: Friedenskirche in Aue-Zelle
- vor 1915: Entwurf für eine evangelische Pfarrkirche in Schinkel bei Osnabrück[24]
- vor 1915:  Entwurf für eine evangelische Pfarrkirche in Reumtengrün bei Auerbach/Vogtl.[25]

### Wohnungsbau in Dresden

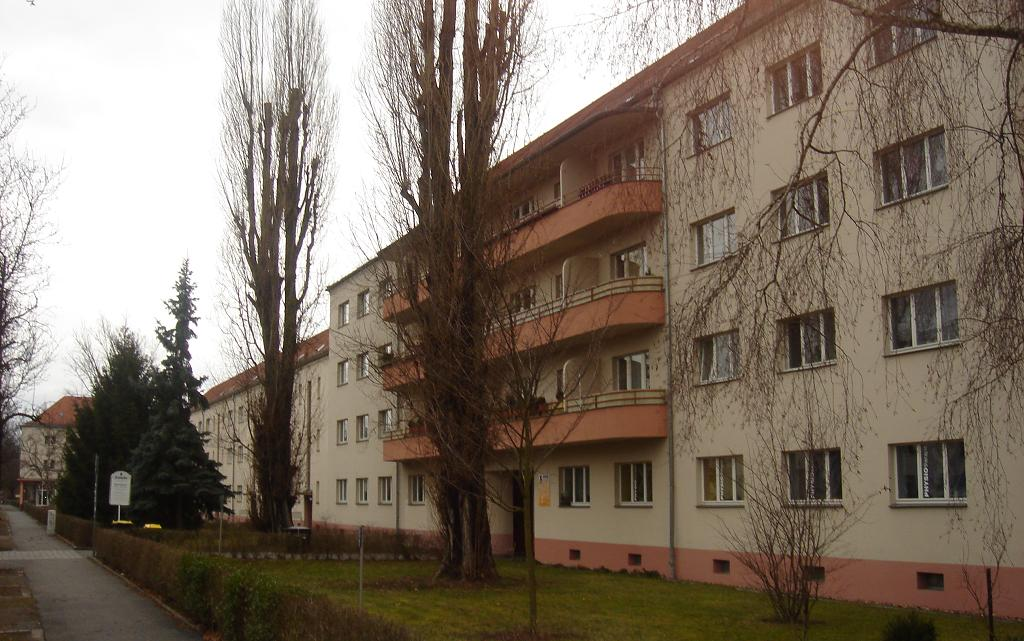
Häuserzeile an der Aachener Straße in Trachau

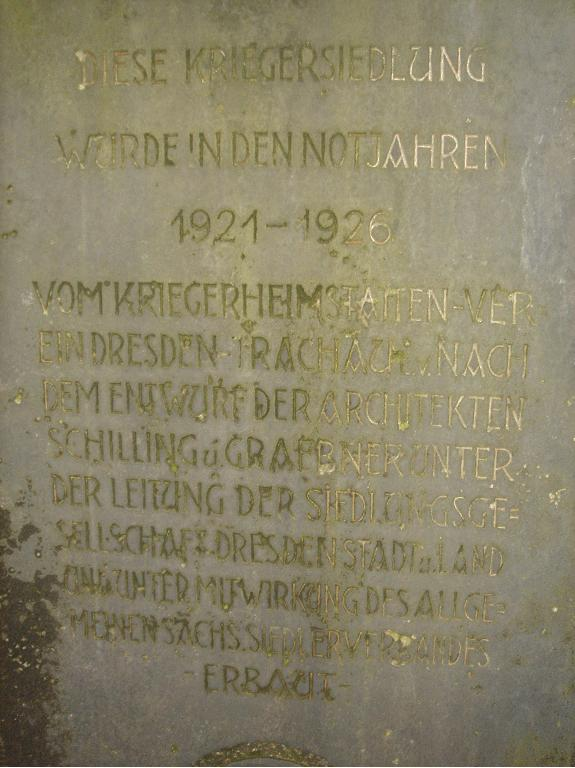
Gedenkstein in der Kriegersiedlung Trachau

- 1901: Leipziger Straße 32/34, Leipziger Vorstadt, Wohnhäuser für den Dresdner Spar- und Bauverein, sparsam dekoriert und funktionalistisch
- 1902: Plaut-Haus, Coschützer Straße 54/56, Plauen, Wohnhäuser für den Dresdner Spar- und Bauverein, sparsam dekoriert und funktionalistisch
- 1921–1926: Kriegersiedlung Dresden-Trachau,[26]
- 1928–1939: Großsiedlung Trachau, gemeinsam mit Hans Richter, Hans Waloschek und weiteren, insbesondere Häuserzeile Aachener Straße[27]
- um 1930: Rudolf-Schilling-Häuser an der Holbeinstraße und der Tittmannstraße, heute Wohnungsgenossenschaft Johannstadt[28]
- um 1930: Siedlung Reick, gemeinsam mit Rudolf Bitzan und Weiteren[26]

### Andere Bauten und Entwürfe

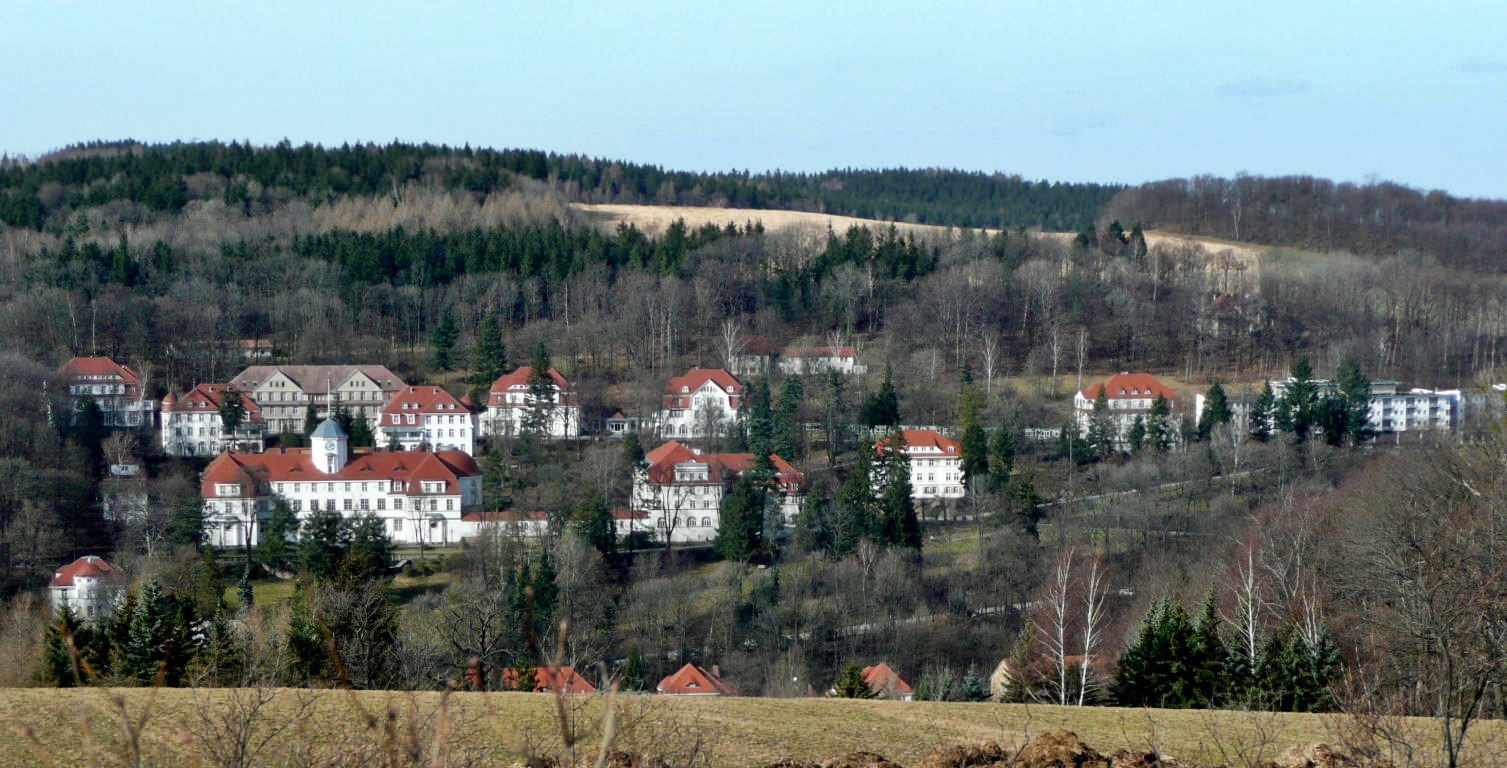
Heilstätte Bad Gottleuba, heute Gesundheitspark

- ab 1890: Erweiterung der Anlagen der Heilanstalt Sonnenstein in Pirna
- 1890: Alte Friedhofskapelle Friedhof Radebeul-Ost
- 1890–1891: Rathaus Pieschen
- 1896: Geschäftshaus Kaiserpalast für Hermann Ilgen am Pirnaischen Platz in Dresden, Neobarock, 1945 ausgebrannt, 1951 abgerissen
- 1896–1898: Rathaus Löbtau, zerstört[29]
- 1896: Entwurf eines Restaurationsgebäudes in Form eines japanisierenden Rokoko-Pavillons für die Deutsche Kunstausstellung 1897 in Dresden
- 1905: Wohnhaus Carstens in Guben[30]
- 1906: Hotel Ratskeller in Schwarzenberg (Wiederaufbau des abgebrannten Rathauses)
- 1898: Entwurf für das Portal zur Abteilung Kunstgewerbe und Großer Saal für die Deutsche Kunstausstellung
- 1900: Weinsalon Stadt Gotha in Dresden-Altstadt, Schloßstraße 11, zerstört
- 1900: Sächsische Handelsbank, Ringstraße 10/12, Dresden-Altstadt, zerstört
- 1901: Kaffeeladen Max Thürmer im Victoriahaus, Waisenhausstraße, Dresden-Altstadt, zerstört[31]
- 1902–1903: Wettinbrunnen in Waldheim (Sachsen)[32]
- 1909: Einsegnungshalle, Leichenhalle, Gärtnerhaus und Toranlage auf dem St.-Pauli-Friedhof in Dresden
- 1909: Ausstellungsstand für die Rother’sche Kunstziegeleien GmbH / Keramische Kunstwerkstätten Richard Mutz & Rother GmbH aus Liegnitz (Niederschlesien) auf der II. Deutschen Ton-, Zement- und Kalkindustrie-Ausstellung in Berlin-Baumschulenweg[33]
- 1909–1913: Heilstätte in Bad Gottleuba, 34 Jugendstilgebäude[34]
- 1912: einige Gebäude des Lahmann-Sanatoriums auf dem Weißen Hirsch bei Dresden[26]
- 1912–1913: AOK-Verwaltungsgebäude am Sternplatz in Dresden, Wilsdruffer Vorstadt[35]
- um 1920: Verwaltungsgebäude der Anhaltischen Kohlewerke in Senftenberg[36]
- um 1920: Fabrikbauten in Dresden[36]
- um 1920: Landesversicherungsanstalt in Dresden[36]
- um 1920: Umbau des Rittergutes Wegefahrt bei Freiberg[36]
- 1934–1936: Färberei und Sortiergebäude der Kammgarnspinnerei AG in Leipzig, Dr.-Kurt-Fischer-Straße 31, 2007 abgerissen

### Bauten in Nordböhmen
- um 1897: Villa Silva in Karlsbad, Petra Velikého 974/18
- 1899–1902 Evangelische Lutherkirche in Dux – Duchcov[37]
- 1899–1902: evangelische Kirche (Grüne Kirche) in Turn – Trnovany (5), 1973 abgerissen[38]
- 1900–1902: Evangelische Kirche in Klostergrab – Hrob[39]
- 1901/02: Evangelische Kirche in Hohenelbe – Vrchlabí, Českých bratří 112
- 1902: evangelische Erlöserkirche in Mittel Langenau – Prostřední Lánov, Okres Trutnov, 1982 abgerissen
- 1902: evangelische Kirche in Weschen – Věšťany, OT von Modlany, in den 1970er Jahren abgerissen[40]
- 1904: Evangelische Kirche in Pommerndorf – Strážné, Okres Trutnov